# Сергій Параджанов (срібна монета)
«Сергі́й Параджа́нов» — ювілейна срібна монета номіналом 5 гривень, випущена Національним банком України, присвячена сторіччю одного з найвпізнаваніших режисерів ХХ століття, який увійшов в історію кінематографу як представник хвилі українського поетичного кіно. «Тіні забутих предків» і «Колір граната» — шедеври, які принесли митцеві світове визнання і численні міжнародні нагороди.
Монету введено в обіг 4 вересня 2024 року. Вона належить до серії «Видатні особистості України».
Особливістю монети є відсутність логотипу Банкнотно-монетного двору Національного банку України.

## Опис монети та характеристики
| Номінал грн. | Метал            | Маса, г       | Діаметр, мм | Якість виготовлення       | Гурт                           | Тираж, штук |
| ------------ | ---------------- | ------------- | ----------- | ------------------------- | ------------------------------ | ----------- |
| 5            | срібло 925 проби | 15,55 / 16,81 | 33,0        | спеціальний анциркулейтед | гладкий із заглибленим написом | 5 000       |

### Аверс

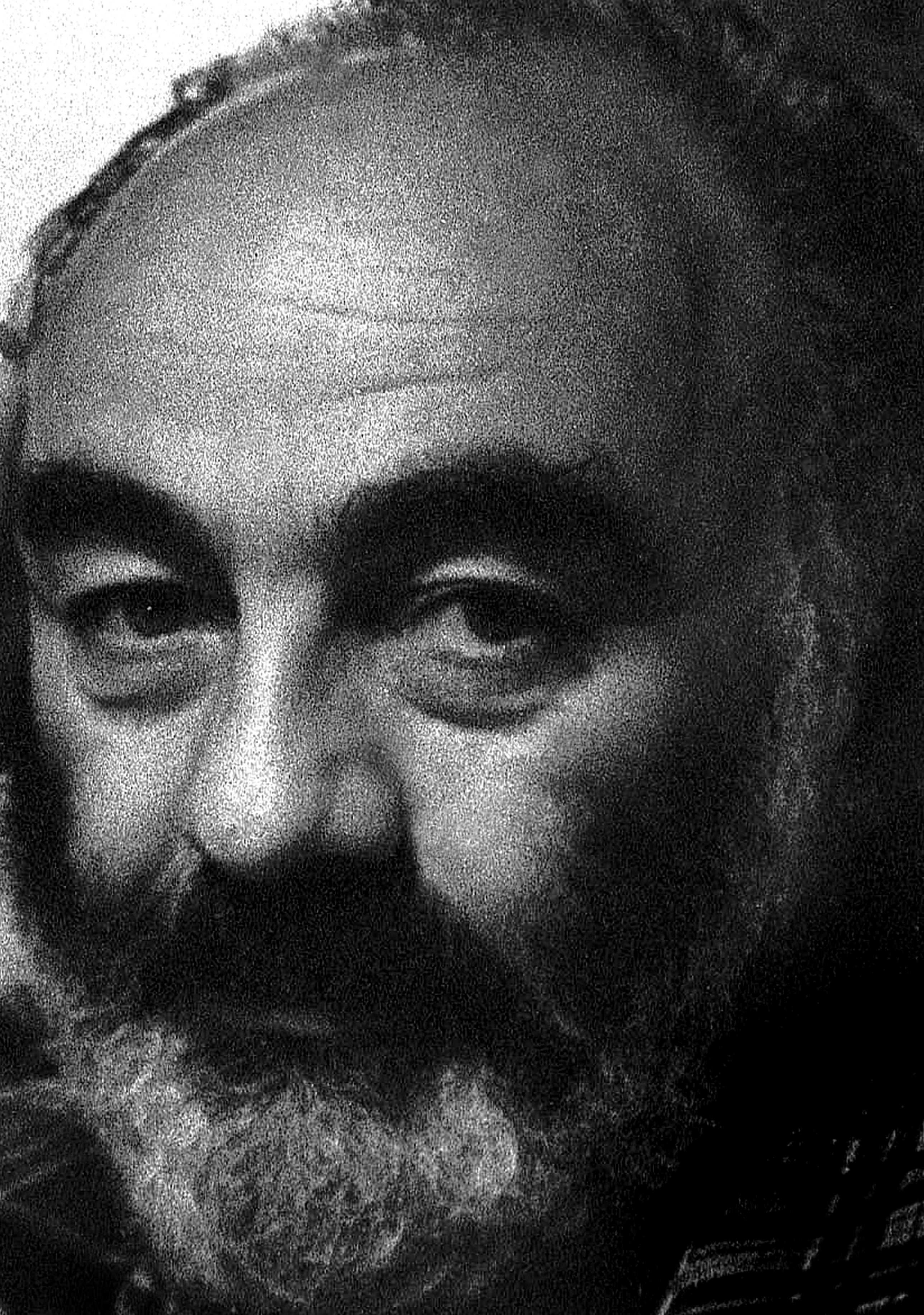
Сергій Параджанов, 1978 рік

На аверсі монети на дзеркальному тлі розміщено стилізоване зображення плоду граната в розрізі, його зерен. Представлений образ — це своєрідна алюзія оголеної душі маестро, у якій знайшлося місце Україні, де він певний час жив та працював. Угорі над композицією напис «УКРАЇНА», номінал «5» та графічний символ гривні, рік карбування монети «2024». У центрі граната — малий Державний Герб України.

### Реверс
На реверсі монети представлений стилізований портрет Сергія Параджанова і колаж із фрагментів його робіт. Цей колаж — це світ митця, його життєвий шлях. Угорі над композицією написи «СЕРГІЙ ПАРАДЖАНОВ» / «100».

## Автори
- Художники: Таран Володимир, Харук Олександр, Харук Сергій.
- Скульптори: Атаманчук Володимир, Дем'яненко Володимир, Демяненко Анатолій.

## Вартість монети
Під час введення монети в обіг 2024 року, Національний банк України реалізовував монету за ціною 1825 гривень.
Фактична приблизна вартістьмонети, з роками змінювалася так:
| Рік        | 2025  | 2026 | 2027 |
| ---------- | ----- | ---- | ---- |
| Ціна, грн. | 2 450 |      |      |